# حديقة بامبادوم شولا الوطنية

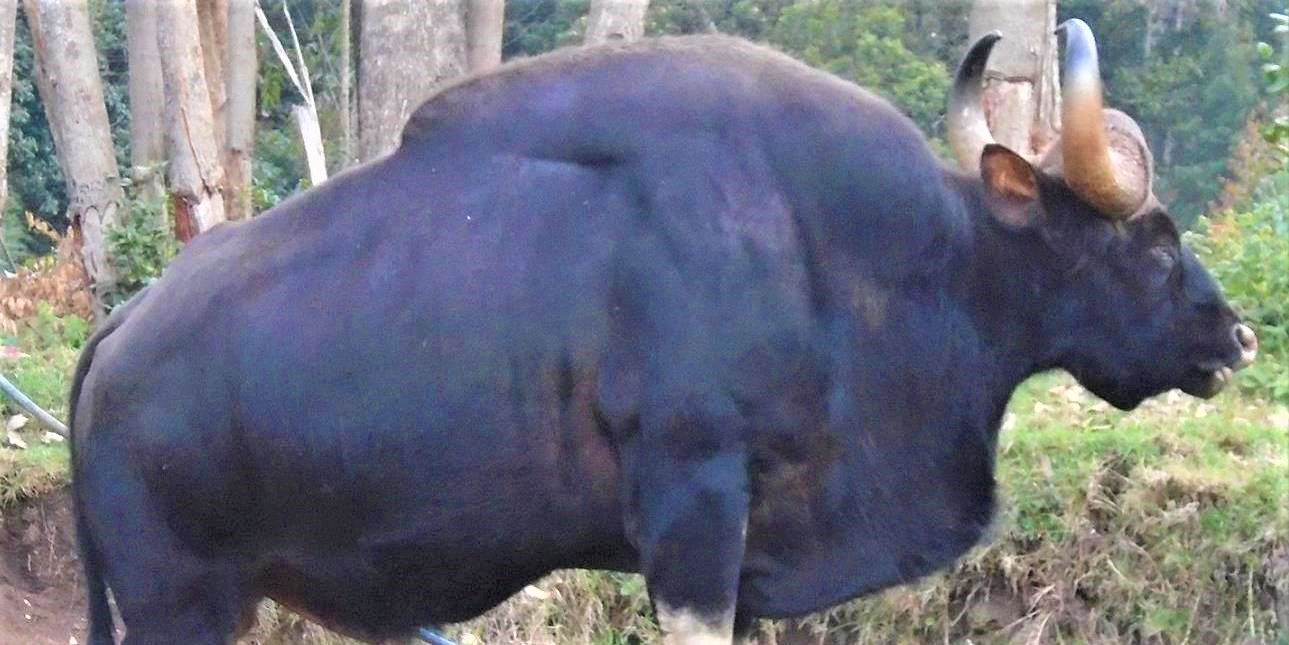
حيوان الغور بحديقة بمبادوم شولا الوطنية ، ولاية كيرلا ، الهند

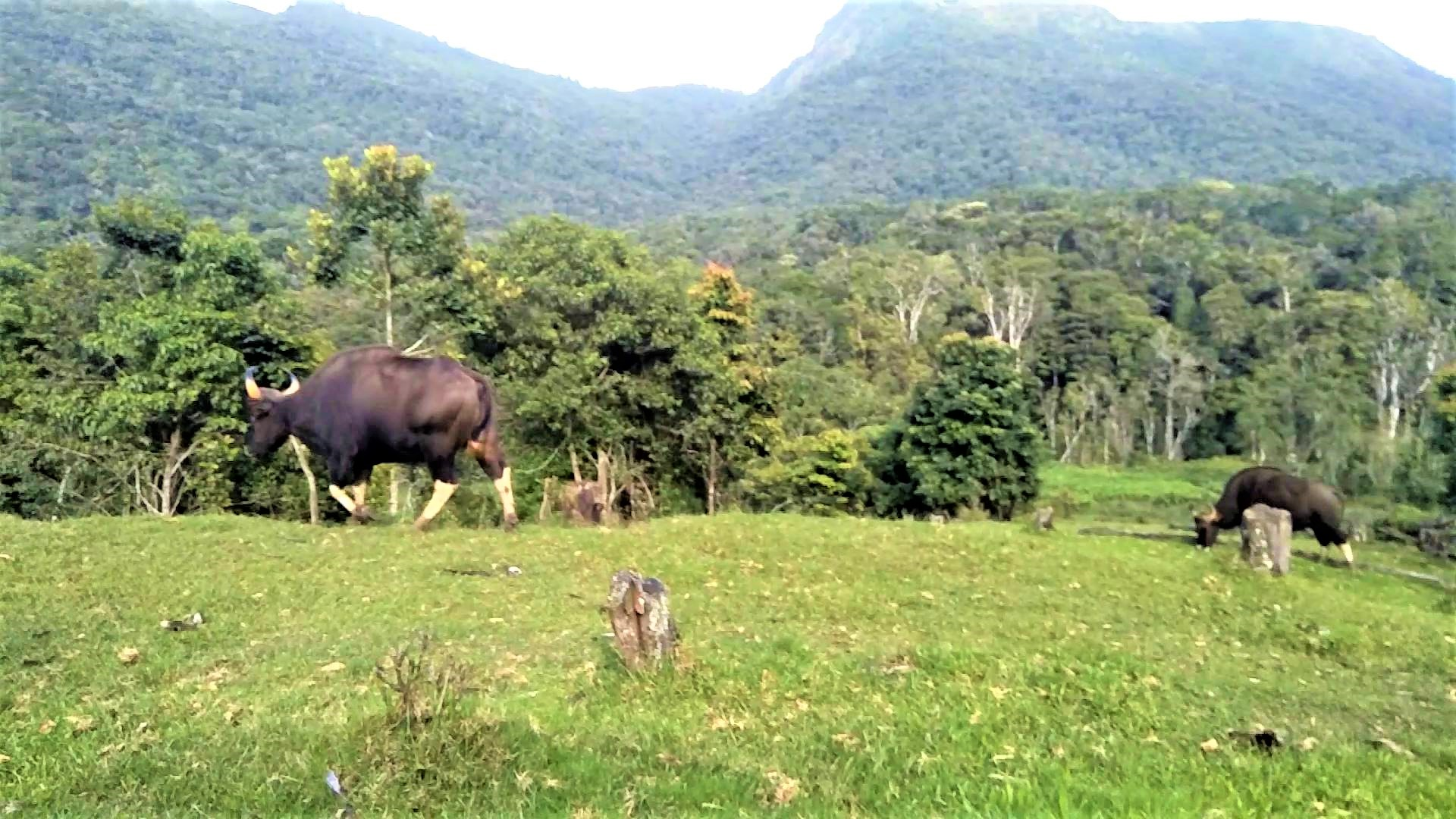
حديقة بمبدوم شولا الوطنية

حديقة بمبادوم شولا الوطنية هي أصغر حديقة وطنية في منطقة ادوكي في ولاية كيرلا في الهند . تقع على الحدود مع منطقة دينديجول في تاميل نادو . تدار الحديقة من قبل إدارة الغابات والحياة البرية بولاية كيرلا، وقسم مونار للحياة البرية، جنبًا إلى جنب مع منتزه ماثيكيتان شولا الوطني القريب، ومتنزه إرافيكولام الوطني ، ومتنزه أنامودي شولا الوطني ، ومحمية شينار للحياة البرية، ومحمية كورينجيمالا .
تجاور الحديقة غابة الينجارام المحمية داخل محمية بالاني هيلز للحياة البرية . وهي جزء من تلال بالاني الممتدة حتى قمة فاندارافو.
وتقوم لجنة التراث العالمي لليونسكو بالبحث في ضم السلسلة الغربية من جبال انامالاي -بما فيها هذه المتنزهات- كموقع تراث عالمي.

## أصل الكلمة
اسم "بمبادوم شولا" يعني "الغابة التي ترقص فيها الأفعى"، وهو مشتق من ثلاث كلمات مالايالامية:
- "بمبو (പാംപ്)" ، والتي تعني "ثعبان"
- "اتم" وتعني "الرقص"
- و "شولا (ചോല) وتعني" الغابات العشبية بالقرب من النطاق العالي ".

## الحياة النباتية في الحديقة
تحمي الحديقة كمية معتدلة من غابات شولا الجبلية دائمة الخضرة المرتبطة بحديقة إيرافيكولام الوطنية الغنية بالحياة البرية.
وتوجد أنواع مختلفة من النباتات الطبية (الأعشاب) . وراء مجموعة الغابات ، توجد نباتات الغرانديز (مجموعة متنوعة من نبات الأوكالبتوس ) التي تهدد البيئة في المنطقة بسبب طبيعتها التجفيفية وسرعة انتشارها. تظل هذه الأشجار بالإضافة إلى المزارع الخاصة القانونية وغير القانونية لنفس الأشجار بمثابة خطر حي. أشجار الأوكالبتوس (غرانديز) التي تلتهم النظام البيئي الفريد لم يتم بعد اعتبارها من الغابات. ويعتبر ثراء الحديقة الوطنية الفريد بمادة "الدبال" غير الملوثة ،موضع اهتمام الدراسات مؤخرًا.

## حيوانات الحديقة

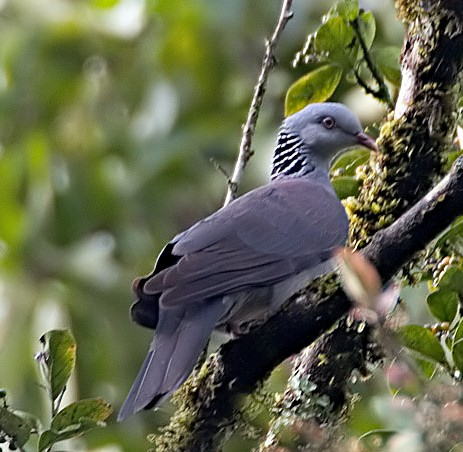
حمامة نلغيري (مهددة بالإنقراض)

الأنواع الأساسية في الحديقة هي حيوانات الخز النلجيري وهي حيوانات آكلة للحوم الصغيرة ومراوغة للغاية وامهددة بالإنقراض . تُرى النمور والكلاب البرية الهندية أحيانًا عند الغسق أو الفجر، وتعتبر النمور حيوانًا مهمًا في الحديقة. ولقد تم إغلاق طريق (كودايكانال-مونار) القديم القريب نظرًا لتزايد أعداد الحيوانات البرية مثل الأفيال والجاموس وقرود المكاك أسدية الذيل وحيوانات الغور وقرود اللنغور . بعض الطيور البارزة الموجودة هنا تشمل حمامة نلغيري ، والببغاء الأبيض ذو الأجنحة القصيرة ، والببغاء المعلق الربيعي ، والقلاع الصخري الأزرق ، والقلاع الصخري المغطى باللون الأزرق ، وصائد الذباب نلغيري ، وطائر صائد الذباب الأسود والبرتقالي.

## الزيارة

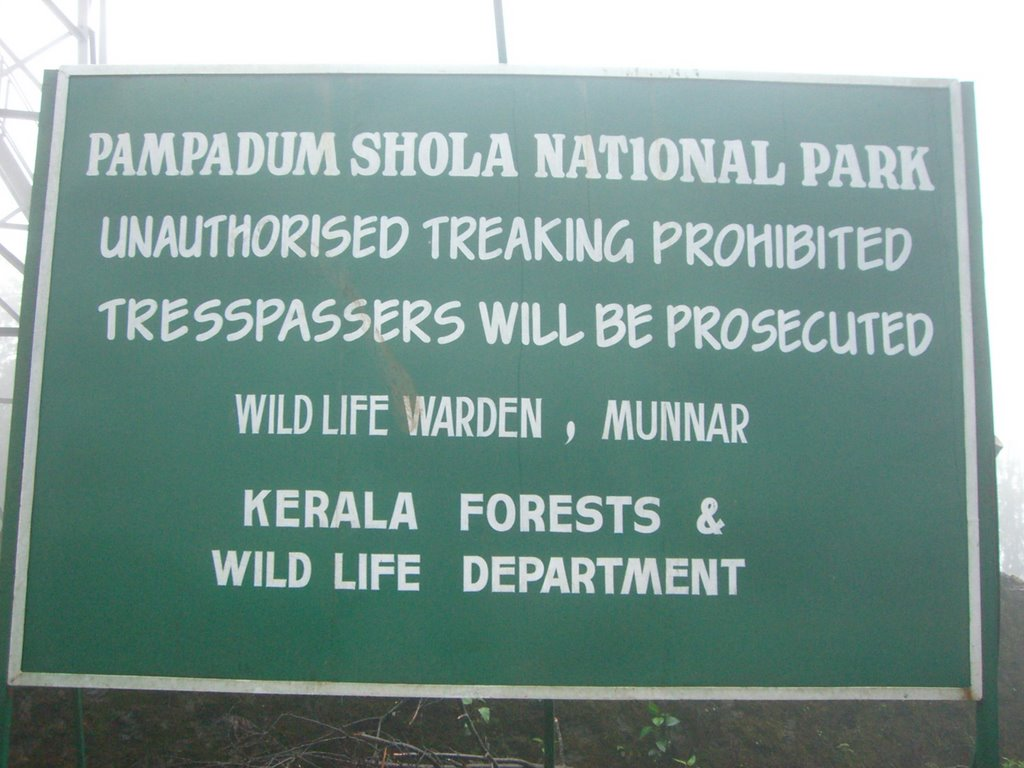
الرحلات غير المصرح بها محظورة"سيتم مسائلة المتسللين قانونياً"

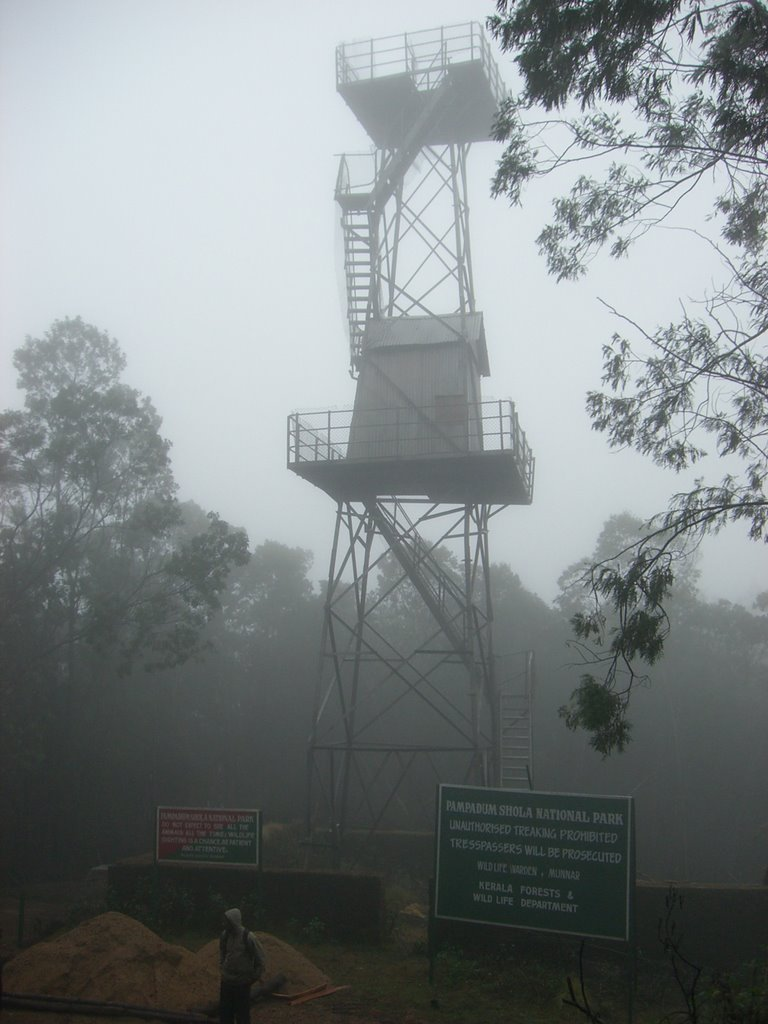
برج مراقبة فاندارافو في حديقة بامباديوم الوطنية

توفر إدارة الغابات للسياح المهتمين والباحثين فرصة رؤية جمال حديقة بمبادوم شولا الوطنية للسياح المهتمين والباحثين. توجد لوحة ترحيب خاصة عند مدخل الحديقة الوطنية، وعند نقطة التفتيش ، وتقع على مسافة 7 كم قبل أن تصل إلى قرية فاتافادا . في هذه الأيام الحديقة الوطنية متاحة لدخول السائحين عن طريق التذاكر، ويقوم بمرافقتهم ضباط الغابات، من أجل سلامة الغابة وكذلك الناس. وتعتبر أشجار الحديقة دائمة الخضرة ومصادر مياهها موطنًا للعديد من الطيور والحيوانات. تقع هذه الغابة الخضراء الكثيفة ما يقرب من على بعد 35 كيلومتر من مدينة مونار باتجاه الطريق المؤدي إلى قرية كوفيلور وقرية فاتافادا.

## القرى المجاورة
القرى المجاورة خارج الحديقة الوطنية هي اوركاد و فاتافادا و كوفيلور و كوتاكامبور، وتتميز هذه القرى بزراعة الخضروات.